# 롱롱죽겠지?
《롱롱죽겠지?》는 스튜디오 게일, SK브로드밴드, 서울산업진흥원, 아우구스트 미디어에서 제작한 3D 애니메이션으로, 2019년 9월 28일부터 2020년 5월 2일까지 종료했다.

## 방송 일시
| 방송 채널 | 방송일                           | 방송 시간 |
| --------- | -------------------------------- | --------- |
| KBS 1TV   | 2019년 9월 28일 ~ 2020년 5월 2일 | 종료      |

## 등장 인물
- 롱
- 차우
- 스트롱
- 래티
- 멜로디
- 센티
- 크라켄
- 베니
- 알루
- 포우
- 레베카
- 샤키
- 샤키 주니어
- 칸

## 목소리 출연
- 전태열: 롱
- 이인성: 스트롱
- 권창욱: 스트롱(젊은시절)
- 전숙경: 차우
- 황창영: 래티
- 사문영: 멜로디
- 이지현: 센티

## 제작진
- 책임프로듀서: 이경묵
- 프로듀서: 이순주, 목훈
- 기획: 신창환
- 감독: 김길태
- 제작 총괄: 김종환
- 기획 프로듀서: 양창주
- 제작 프로듀서: 이창용, 오성준, 김준희, 진수정, 이선주, 강병채
- 시나리오: 김길태, 이승민, 홍인영, 이지현, 채예승, 윤수경, 신재은, 전영하, 박일석, 이현중, 김효민, 김영갑
- 스토리보드: 홍성우, 김주석, 박규리, 이환희, 김민경, 강예지, 민소영
- 아트디렉터: 류정우
- 캐릭터/배경 디자인: 이승민, 우예미, 이도경, 이주현, 문범주, 김윤아, 이소영, 최지영, 이시연, 이단비
- 모델링 팀장: 홍수원
- 모델링/맵핑: 이제중, 장영훈, 이고은, 이승석, 민인선, 민경섭, 조승혁, 서순철, 백정민
- 애니메이션 팀장: 최성규, 안지민, 이대원, 박민정, 천영철, 박상현
- 애니메이터: 정은희, 민혜진, 김혜민, 배상민, 이순조, 임선영, 윤종순, 최원진, 우한섭, 김동훈, 이창식
- 테크니컬 디렉터: 김희성
- 애니메이션 셋업: 정지훈, 박지호
- 이펙트: 윤희진
- 라이팅 팀장: 이재욱
- 라이팅/합성: 민영경, 최재성, 노태환, 김상이, 김영일, 박담비, 강다예
- 주제가 작사: 신창환
- 주제가 작곡: 신승준
- 에피소드 음악: 이소영, 김현범
- 베니테마송 작사: 김준희
- 베니테마송 작곡: 노영원, 양경주
- 음향: 김하영, 박시연, 안호성
- 우리말 연출: 박선영
- 녹음 / 믹싱: 토키미디어 - 이초롱
- 마케팅 팀장: 김지혜
- 해외 마케팅: 주아름
- MD디자인: 오유미, 이현정
- 뉴미디어 마케팅: 박지혜
- 경영지원 팀장: 이준혁
- 시스템 관리: 박영신
- 경영지원: 이민주, 봉선화, 전민주
- 종합감독: 정혜원
- 조연출: 차한결
- 연출: 이순주
- 기획: KBS
- 제작: SK브로드밴드, 서울산업진흥원, 스튜디오 게일, 어거스트 미디어

## 방영 목록
| 회차       | 주제                | 방송 일자        |
| ---------- | ------------------- | ---------------- |
| 1화        | 내 이름은 롱        | 2019년 9월 28일  |
| 1화        | 신입사원 롱         | 2019년 9월 28일  |
| 2화        | 천하무적 스트롱     | 2019년 10월 5일  |
| 2화        | 귀신대소동          | 2019년 10월 5일  |
| 3화        | 멜로디의 꿈         | 2019년 10월 12일 |
| 3화        | 현상수배 소동       | 2019년 10월 12일 |
| 4화        | 비밀 친구 센티      | 2019년 10월 19일 |
| 4화        | 주방의 비밀         | 2019년 10월 19일 |
| 5화        | 슈퍼스타 베니       | 2019년 10월 26일 |
| 5화        | 보모가 된 롱        | 2019년 10월 26일 |
| 6화        | 숨막히는 룸메이트   | 2019년 11월 2일  |
| 6화        | 배달을 부탁해       | 2019년 11월 2일  |
| 7화        | 킹? 스트롱          | 2019년 11월 9일  |
| 7화        | 수상한 손님         | 2019년 11월 9일  |
| 8화        | 게임의 신           | 2019년 11월 16일 |
| 8화        | 뉴쿡의 휴일         | 2019년 11월 16일 |
| 9화        | 차우의 보물 드레스  | 2019년 11월 23일 |
| 9화        | 아는 오빠 헨리      | 2019년 11월 23일 |
| 10화       | 맛있는 TV?          | 2019년 11월 30일 |
| 10화       | 운동합시다          | 2019년 11월 30일 |
| 11화       | 피곤한 손님         | 2019년 12월 7일  |
| 11화       | 만두 먹기 달인      | 2019년 12월 7일  |
| 12화       | 옥상 표류기         | 2019년 12월 14일 |
| 12화       | 사랑의 미로         | 2019년 12월 14일 |
| 13화       | 수상한 아르바이트생 | 2019년 12월 28일 |
| 13화       | 행운의 팔찌         | 2019년 12월 28일 |
| 14화       | 특별한 오디션       | 2020년 1월 4일   |
| 14화       | 오! 카시나          | 2020년 1월 4일   |
| 15화       | 데롤데롤            | 2020년 1월 11일  |
| 15화       | 반복되는 시간       | 2020년 1월 11일  |
| 16화       | 위험한 손님         | 2020년 1월 18일  |
| 16화       | 생일 축하해, 롱     | 2020년 1월 18일  |
| 17화       | 챔피언 알루         | 2020년 2월 8일   |
| 17화       | 래티의 인터뷰       | 2020년 2월 8일   |
| 18화       | 공짜를 조심하세요   | 2020년 2월 15일  |
| 18화       | 후계자 대결         | 2020년 2월 15일  |
| 19화       | 마지막 잎새         | 2020년 2월 22일  |
| 19화       | 어쩌다 마술쇼       | 2020년 2월 22일  |
| 20화       | 도둑이야!           | 2020년 3월 21일  |
| 20화       | 차우의 로맨스       | 2020년 3월 21일  |
| 21화       | 운수 좋은 날        | 2020년 3월 28일  |
| 21화       | 극한 휴가의 비밀    | 2020년 3월 28일  |
| 22화       | 래티의 선택         | 2020년 4월 4일   |
| 22화       | 새로운 시대         | 2020년 4월 4일   |
| 23화       | 차우의 맛있는 빵빵  | 2020년 4월 11일  |
| 23화       | 궁극의 레시피       | 2020년 4월 11일  |
| 24화       | 롱의 도전           | 2020년 4월 18일  |
| 24화       | 신비룡만두          | 2020년 4월 18일  |
| 25화       | 배신의 배신         | 2020년 4월 25일  |
| 25화       | 메가 볼케이노       | 2020년 4월 25일  |
| 최종화(26) | 뉴쿡 요리왕 대회    | 2020년 5월 2일   |
| 최종화(26) | 최후의 승부         | 2020년 5월 2일   |

## 결방 및 편성안내
- 2020년 2월 29일부터 3월 14일까지 코로나19 통합뉴스룸의 관계로 인해 결방되었다.